# Max Töwe
Max Töwe (* 10. August 1871 in Parchim; † 18. Oktober 1932  in Chemnitz) war ein deutscher Unternehmer.
Max Töwe war der Sohn eines Gymnasiallehrers und wuchs in Parchim auf. An der Universität Rostock studierte er Physik und wurde 1896 mit der Dissertation „Über die Bestimmung des Temperaturcoëfficienten nach einer Compensationsmethode“ promoviert.
Gemeinsam mit Walter Thiem gründete er in Halle (Saale) das Unternehmen Töwe & Thiem, das auf die Herstellung von Benoidgas-Apparaten zur städtischen Energieversorgung spezialisiert war.
Bereits in den 1890er Jahren wurde Töwe als Ortsvertreter in den Ausschuss des Gesamtverbandes Deutscher Metallindustrieller (GDM) entsandt. Ab Ende 1911 war Töwe neben Karl Grabenstedt als Verhandlungsbevollmächtigter gleichberechtigter Geschäftsführer des Verbands. In den Auseinandersetzungen mit dem Deutschen Metallarbeiter-Verband vermittelte Töwe friedliche Einigungen in mehreren schweren Arbeitskämpfen. Insbesondere bedeutsam war seine Rolle beim wilden Streik der Werftarbeiter 1913, als er sich ständig in den bestreikten Werften aufhielt. Insgesamt reiste Töwe 1913 mehr als 280 Tage für die GDM, um die Auffassungen der Bezirksverbände zur Reorganisation zu erfassen. Dadurch begünstigt, gelang es, für rund 500.000 Beschäftigte der Metall- und Elektroindustrie bindende Absprachen von Arbeitgebern und Gewerkschaften zu treffen. In der Folge sank der Umfang der Arbeitskämpfe bis 1914 erheblich. Töwe verstarb 1932 in Chemnitz nach einer Operation und einem Kuraufenthalt in Karlsbad.

## Werke
- Über die Bestimmung des Temperaturcoëfficienten nach einer Compensationsmethode. (Inaugural-Dissertation) Gerlach, 1896.